# Storia dello Yemen

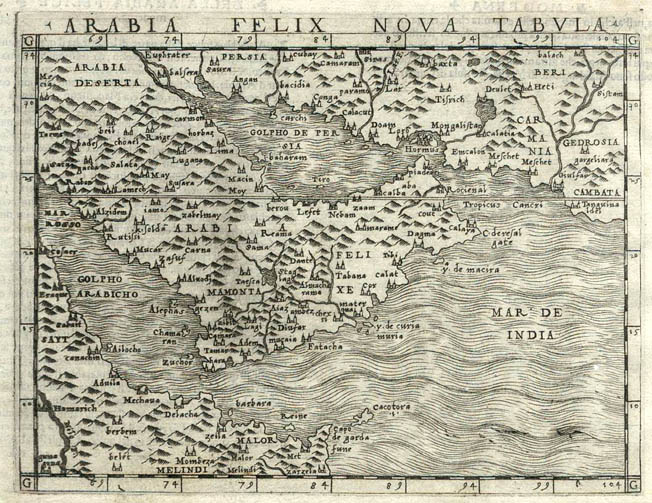
Mappa di Gastaldi del 1548 dellArabia felix

(Viaggiatore greco dell'anno Mille)

## Storia antica
Parte meridionale dell'Arabia Felix, al tempo dei romani passavano dallo Yemen le mussole dello Sri Lanka, le sete della Cina, le spezie dell'Indonesia, le pietre preziose e i gusci di tartaruga dell'India e ancora avorio, animali esotici e schiavi dall'Africa.

Era originaria dello Yemen la biblica regina di Saba, sovrana di un popolo che adorava la Luna e che, narra Strabone, ricavava dal commercio "innumerevoli oggetti d'oro e d'argento, come letti, treppiedi e case sontuose".
Nello Yemen si trova una delle località archeologiche più famose del Vicino Oriente, la grande diga di Ma'rib, costruita per raccogliere le acque del Wādi Dana che poteva raggiungere fino ai 600 m³ al secondo, consentendo all'uomo la sopravvivenza in quel territorio altrimenti semi-arido. La diga, costruita molti secoli prima di Cristo, rovinò per incuria attorno alla metà del VI secolo d.C..
Il re ebraizzato Dhū Nuwās (Yūsuf Atar), dopo aver preso il potere, perseguitò i cristiani del suo regno, massacrando la comunità cristiana di Najrān attorno al 524; apparentemente ciò avvenne come rappresaglia per le persecuzioni bizantine degli ebrei (ma non è escluso che ciò fosse avvenuto per evitare la restituzione di un gravoso prestito ricevuto). Secondo la tradizione musulmana egli sarebbe la persona maledetta nel Corano per aver bruciato vivi i credenti (Cor., 85:4-8).

## Storia del Nord

### Regno mutawakkilita dello Yemen e Repubblica dello Yemen del Nord
Dal IX secolo lo Yemen settentrionale fu la roccaforte dello Zaydismo, una variante dell'Islam sciita che sostiene le rivendicazioni di una linea di discendenza dal profeta (la terza), che si costituì in dinastia di Imām nell'893. Essi detenevano il potere spirituale ed erano in polemica con le varie dinastie che avevano il governo della regione.
Lo Yemen si separò dal Califfato abbaside nel IX secolo quando fu conquistato dalla dinastia fatimide, rivale di Baghdad, per essere governato poi da varie dinastie vassalle dei Fatimidi: i Sijadidi (825-1018), i Nagiahidi (1021-1158) nell'area costiera o Tihama, i Gifuridi (841-988) e poi i Sulayhidi (1047-1138) sulle montagne. Dal 1174 al 1229 lo Yemen fu governato da un ramo cadetto degli Ayyubidi, vassalli degli Ayyubidi d'Egitto.
Per due secoli, dal 1226 al 1454, lo Yemen fu governato dalla dinastia turca dei Rasulidi, pienamente indipendenti, i quali annetterono anche lo Yemen meridionale e lo Hadramawt. Dal 1446 al 1717 governò la dinastia dei Tahiridi, inizialmente come tributaria dei Mamelucchi. Nel 1517 gli Ottomani sottomisero i Mamelucchi d'Egitto e nel 1538 anche i Tahiridi seguirono la medesima sorte. Nel 1630 lo Yemen ritornò indipendente, sotto i Tahiridi, eccetto alcune città costiere che rimasero in mano agli Ottomani.
I porti di Mokha, Hodeida e Betelfashi divennero il centro dell'esportazione mondiale del caffè, che in quell'epoca venne scoperto anche dagli europei. Nel 1849 l'Impero ottomano rioccupò la regione costiera della Tihama.
Nel 1872 i Turchi conquistarono San'a e costrinsero l'Imam a riconoscersi vassallo ottomano.
Con il crollo dell'Impero Ottomano, nel 1918, lo Yemen conquistò la definitiva indipendenza grazie all'azione dell'Imām Yahyà e venne proclamato il Regno dello Yemen.
Nel 1904, alla morte dell'Imam al-Manṣūr bi-llāh Muhammad b. Yahyā Hamīd al-Dīn, divenne nuovo Imam suo figlio Yahyā b. Muhammad, col soprannome (laqab) di al-Mutawakkil ʿalà Allāh. Ciò farà definire il suo periodo di regno e quello Muhammad al-Badr come "Regno mutawakkilita dello Yemen".
Nel 1934, dopo dieci anni di guerra, fu stabilito il confine con l'Arabia Saudita.
Nel 1946 lo Yemen aderì alla Lega araba e, dopo l'assassinio dell'Imam nel 1948, in un complotto familiare, il nuovo Imam Ahmad (figlio dell'Imam ucciso) partecipò all'effimera esperienza della Repubblica Araba Unita (1958).
Nel 1962, con un colpo di Stato militare guidato da ʿAbd Allāh al-Sallāl e l'appoggio dell'Egitto nasseriano, fu deposto l'Imam Muhammad al-Badr, eletto appena una settimana prima. Il 26 novembre fu proclamata la Repubblica che usufruì immediatamente del diretto sostegno del presidente egiziano Gamāl ʿAbd al-Nāṣer. Il colpo di Stato innescò una violenta guerra civile tra i repubblicani, sostenuti dalle truppe egiziane, e i monarchici, armati e finanziati dall'Arabia Saudita.
Gli egiziani avrebbero fornito non solo armi e risorse per controbattere la reazione monarchica dell'Imam deposto ma avrebbero fatto anche uso gas asfissianti, lanciati nel luglio del 1963 sul villaggio di al-Kawma da aerei di fabbricazione sovietica Ilyushin Il-28, per stroncare la rivolta delle tribù montanare fedeli a Muḥammad al-Badr. Non sappiamo se si sia trattato di residuati della Seconda Guerra mondiale, yprite e fosgene, e se essi fossero stati recuperati o meno da vecchi lotti sovietici o britannici risalenti all'epoca del conflitto mondiale. L’Arabia Saudita denunciò all’ONU l'accaduto che aveva condotto alla morte di 7 persone, ma l'inchiesta che ne seguì fu contestata ufficialmente dal governo egiziano.

## Storia del Sud
Quella che è stata per quasi un secolo la colonia britannica dello Yemen e poi la Repubblica Democratica Popolare dello Yemen meridionale, è in realtà costituita da due aree dalla storia diversissima: il vero e proprio Yemen meridionale, intorno ad Aden, e lo Hadramawt.
Lo Yemen meridionale era diviso in vari sultanati, emirati e sceiccati, di cui il più importante era il Sultanato di Lahej. Tutti questi staterelli erano vassalli dello Yemen settentrionale. Aden, per la sua posizione strategica, era invece un possedimento che passava di mano da una potenza marittima all'altra: nel XVI secolo era portoghese, poi diventò ottomano.
Invece la storia del Hadramawt è stata quasi sempre autonoma da quella dello Yemen. Solo alla fine del Medioevo esso fu conquistato dalla dinastia yemenita dei Rasulidi. Nel XVI secolo si costituirono nello Hadramawt tre sultanati, quello costiero di Maqalla, quello della valle dello Hadramawt con la città storica di Shibam, e quello orientale del Mahra. Nel 1839 i britannici conquistarono Aden, prendendo a pretesto un attacco di pirati a una loro nave. A partire da tale piccola colonia essi avviarono l'espansione nell'area circostante, imponendo il protettorato sugli staterelli dell'area, compresi i tre sultanati dello Hadramawt.
Da quello di Mahra dipendeva anche l'isola di Socotra, più vicina alla Somalia che non alla Penisola araba, e che in questo modo divenne colonia britannica.
Tutti questi territori dipendevano dal governo dell'India britannica. A partire dal 1959 vennero riuniti nella neo-costituita Federazione dell'Arabia Meridionale e divennero una dipendenza diretta della Corona britannica. Nel 1963 iniziò la lotta armata contro le forze britanniche, guidata dal Fronte di Liberazione Nazionale, di ideologia marxista. Ottenne l'indipendenza dal Regno Unito il 30 novembre 1967 col nome di Repubblica Popolare dello Yemen meridionale, mutato nel 1970 in Repubblica Democratica Popolare dello Yemen. La capitale fu posta ad Aden. Il Fronte impose l'unico regime comunista di tutto il mondo arabo.

## Il processo di riunificazione
I complessi negoziati furono avviati già nel 1972, ma furono bloccati dalla situazione internazionale, perché nessuna superpotenza voleva cedere niente all'altra.

Il processo subì un'accelerazione dopo la fine del blocco sovietico, portando alla fusione tra Nord e Sud nel 1990.
Durante la Prima guerra del Golfo, provocata dall'invasione del Kuwait da parte di Saddam Hussein, lo Yemen si schierò a favore del dittatore iracheno. Nel 1994 la nomenklatura ex-comunista del Sud si pentì della decisione presa e tentò una secessione, che l'esercito del Nord represse, forte di un miglior apparato militare e dell'approvazione della comunità internazionale. Nessuno stato infatti riconobbe la Repubblica Popolare dello Yemen, con l'unica eccezione dell'Arabia Saudita che, sentendosi minacciata da uno Yemen unificato, supportò con denaro e armamenti lo stato secessionista. A favore del Nord si schierarono anche i seguaci di ʿAlī Nāṣer Muḥammad, leader meridionale esautorato nel 1986, i quali appoggiarono attivamente l'offensiva delle truppe di Sana'a. I combattimenti cessarono nell'estate del 1994, dopo avere causato circa settemila vittime complessive (alcune stime parlano però di diecimila morti, altre addirittura di venticinquemila) e molte migliaia di feriti. Si cercò di evitare nuove occasioni di violenza sia assicurando l'amnistia per tutti i combattenti e gli ufficiali dello stato secessionista, molti dei quali però furono esautorati o pensionati successivamente al conflitto, sia stabilendo l'elezione del Presidente tramite voto popolare.
Lo Yemen è oggi, a livello formale, una repubblica democratica, il cui primo presidente fu ʿAlī ʿAbd Allāh Ṣāliḥ, che ha vinto le ultime elezioni con il 96,3% dei voti.